# Barrage Cheesman
Le barrage Cheesman est un barrage-poids voûte en maçonnerie placé sur la rivière South Platte, située dans le Colorado, aux États-Unis. Avec 67 m, c'était le plus haut de son type dans le monde une fois achevé en 1905. Le but principal du barrage est l'approvisionnement en eau et il a été nommé en l'honneur de Walter Cheesman (en), homme d'affaires du Colorado. En 1973, il a été désigné monument historique du génie civil. Le Denver Water Board a acheté le réservoir et les installations connexes en 1918.